# Erik Cronvall
Ej att förväxla med Erik Kronvall
 Erik Johan Cronvall, född 3 april 1904 i Helsingfors, död 5 september 1979 i Helsingfors, var en finländsk violinist, kapellmästare och musikpedagog. Han var gift med Eevi Cronvall.
1927–1953 arbetade Cronvall som förste konsertmästare i Radio-orkester, senare Radions symfoniorkester. Han var kapellmästare fördensamma 1944–1970. 1933–1960 var Cronvall medlem i trion Trio Linko-Cronvall-Selin. 1926–1946 var Cronvall ledare för Nylands nations orkester och detsamma för Ylioppilaskunnan soittajat 1944–1966. 1932–1972 undervisade Cronvall i violin vid Sibelius-Akademin, där han blev lektor 1952. År 1965 tilldelades han Pro Finlandia-medaljen. Professors titel erhöll han 1968.
Bland Cronvalls elever märks Teijo Joutsela och Yrjö Saarnio.